# Mike Hookem

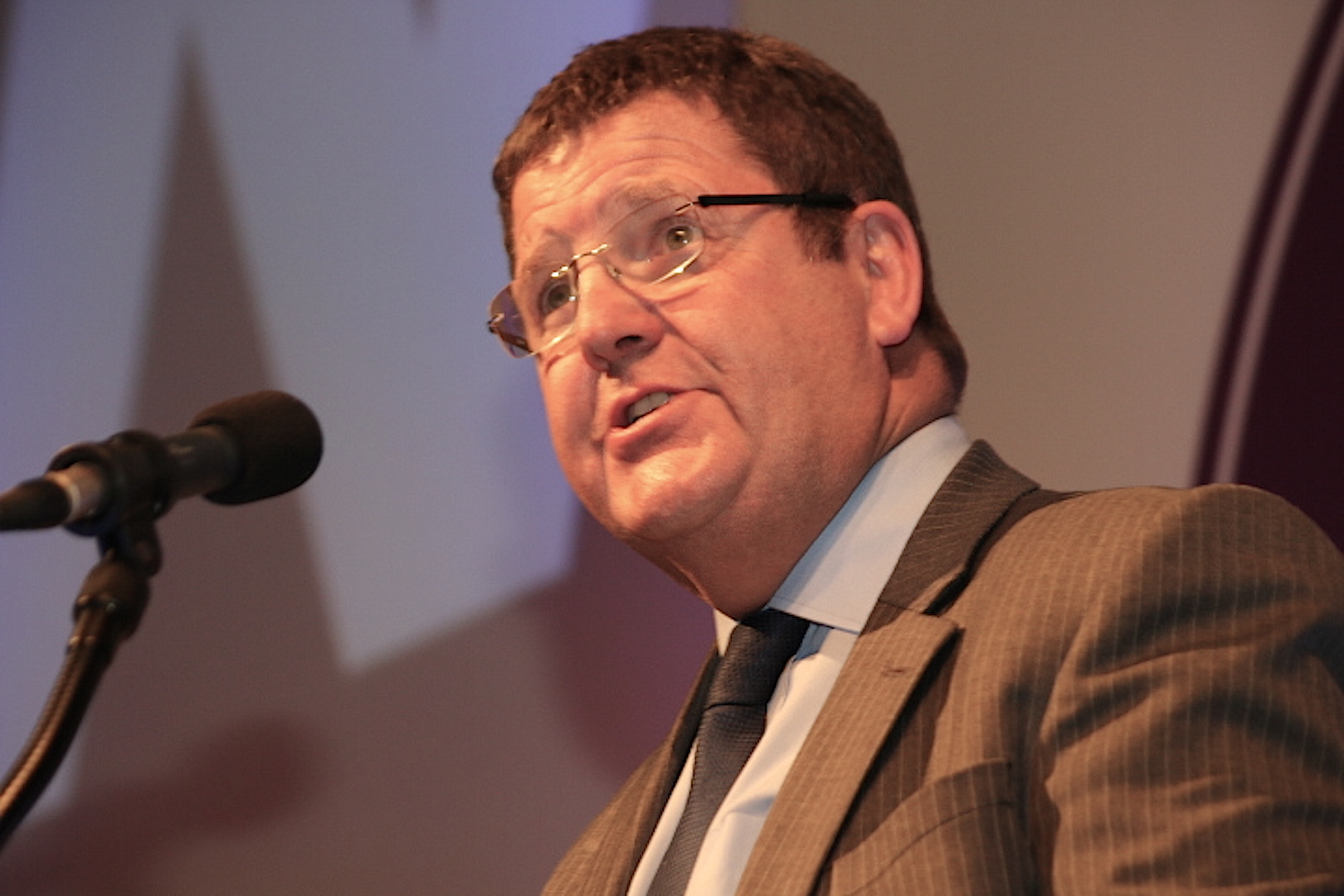
Mike Hookem, 2017

Mike Hookem  (* 9. Oktober 1953 in Hull) ist ein britischer Politiker der UK Independence Party.
Er ist seit der Europawahl 2014 Abgeordneter im Europäischen Parlament und dort Mitglied im Unterausschuss für Sicherheit und Verteidigung.
Am 6. Oktober 2016 kam es bei einer UKIP-Sitzung im Europäischen Parlament zu einer Auseinandersetzung Hookems mit seinem Parteikollegen Steven Woolfe nach der letzterer mehrere Tage im Krankenhaus verbringen musste. Hookem bestritt, dass er Woolfe, wie von diesem dargestellt, ins Gesicht geschlagen habe. Es habe nur „ein Handgemenge“ („a scuffle“) gegeben. Das Ereignis sei dann anschließend „durch die Presse aufgeblasen“ worden.